# Харакири (фильм, 2011)
«Хараки́ри» (яп. 一命) — кинофильм режиссёра Такаси Миикэ, вышедший на экраны в 2011 году. Экранизация романа Ясухико Такигути, ремейк одноимённого фильма 1962 года, снятый с использованием 3D-технологии. Первый 3D-фильм, отобранный для показа на Каннском кинофестивале.

## Сюжет
Период Эдо, правление сёгуната Токугава. Зимой в замок самурайского клана Ии приходит нищий ронин Хансиро Цугумо в поисках места для совершения харакири. Чем знатнее клан, тем почётнее считалось совершение харакири в его замке. В те времена самураи, оказавшиеся без средств к существованию, и будучи не в силах выносить позор бедности, нередко просили знатные кланы о месте для харакири, надеясь, однако, что вместо этого им предложат службу или дадут денег. В свете этого советник клана, Кагэю Сайто, рассказывает Хансиро предостерегающую историю: осенью другой ронин, Мотомэ Тидзиива — из того же клана, что и Хансиро, — пришёл в поместье с такой же просьбой, и его вынудили довести дело до конца, даже когда выяснилось, что меч Мотомэ — бамбуковая имитация, поскольку тот продал свои настоящие самурайские мечи. Мотомэ умер в страшных мучениях, пытаясь вспороть живот бамбуковым мечом. Но Хансиро, несмотря на предостережение, повторяет просьбу о харакири.
Готовясь к самоубийству, Цугумо рассказывает Сайто и вассалам клана Ии свою историю. После того как дом его господина был уничтожен сёгунатом, его друг-самурай Дзинай Тидзиива — отец Мотомэ — умер. Вынужденный заботиться и о Мотомэ, и о собственной дочери Михо, Цугумо не мог покончить с собой, жил в нищете, изготавливал на продажу зонтики. Позднее Тидзиива и Михо поженились, у них родился сын Кинго. Когда Михо и Кинго тяжело заболели, отчаявшийся Тидзиива пошёл в поместье Ии с просьбой о харакири, чтобы на самом деле только добыть денег на врача. В отсутствие Тидзиивы Кинго умер от болезни, а когда в дом принесли тело Тидзиивы, Михо покончила с собой рядом с ним.
Затем Цугумо рассказывает, что выследил вассалов дома Ии, ответственных за доведение Тидзиивы до харакири: Хикокуро Омодака, Хаято Ядзаки и Умэноскэ Кавабэ. Цугумо легко победил их и опозорил, отрезав их косички.
По окончании рассказа советник Сайто приказывает вассалам убить Хансиро. Хансиро достает… бамбуковый меч, похожий на меч Мотомэ, и сражается им, раня многих самураев. Однако силы неравны, и он погибает, своей смертью доказав, что честь воина — это не красивые слова и доспехи напоказ, но нечто другое.

## В ролях
- Эбидзё Итикава — Хансиро Цугумо
- Эйта — Мотомэ Тидзиива
- Кодзи Якусё — Кагэю
- Хикари Мицусима — Михо
- Наото Такэнака — Тадзири
- Мунэтака Аоки — Хикокуро Омодака
- Хирофуми Араи — Хаятоносё Мацудзаки
- Кадзуки Намиока — Умэноскэ Кавабэ
- Такэхиро Хира — Ии Наотака

## Номинации
- 2011 — участие в конкурсной программе Каннского кинофестиваля.
- 2012 — две номинации на премию Asian Film Awards: лучшая актриса второго плана (Хикари Мицусима), лучший композитор (Рюити Сакамото).
- 2012 — две номинации на премию Японской киноакадемии: лучшая актриса второго плана (Хикари Мицусима), лучшая работа художника (Юдзи Хаясида).